# Jean Tourniac
Pour les articles homonymes, voir Tourniac.
Jean Tourniac pseudonyme de Jean Granger ne le 11 mai 1919 à Villeurbanne et mort le 11 novembre 1995 à Étampes est un essayiste français, spécialiste de la franc-maçonnerie et du symbolisme.

## Biographie
Né le 11 mai 1919, à Villeurbanne  et mort le  11 novembre 1995 à Étampes Résistant de 1942 à 1945,  il a reçu le titre de Juste  parmi les nations de Yad Vashem pour avoir sauvé  une famille juive pendant l'Occupation , diplômé de l'université de Leipzig, après la guerre il suit les cours de l'EPHE, où il est l'élève de François Secret[réf. nécessaire].
Franc-maçon, initié dans la loge « Tolérance et Cordialité » (no 39) de la Grande Loge de France à Lyon. Il devient membre en avril 1951 de la loge « Centre des Amis » no 1 de la Grande Loge nationale française, au sein de laquelle il est plusieurs fois officier à partir de 1959 ainsi que président de la commission des rituels du Rite écossais rectifié. En 1964, avec Paul Naudon, Pierre Mariel, Jean Saunier, Jean Baylot et d'autres il fonde la loge d'étude et de recherches de la Grande Loge nationale française « Villard de Honnecourt »  N°81. Il a été armé CBCS sous le nom d'ordre de Johannes Eques a Rosa Mystica  au sein du Grand Prieuré des Gaules, dont il a été élu grand prieur le 19 mars 1976.
Il a contribué notamment à plusieurs périodiques dont Renaissance Traditionnelle, Vers la tradition, et Connaissance des religions.

## Publications (liste non exhaustive)
- Symbolisme maçonnique et tradition chrétienne, Paris, Dervy-livres, 1965. Prix Constant-Dauguet de l’Académie française en 1971, traduit en italien
- Principes et problèmes spirituels du rite écossais rectifié et de sa chevalerie templière, Paris, Dervy, Histoire et tradition, 1969.
- Chair et mystère, Paris, la Pensée universelle, 1973.
- Propos sur René Guénon, Paris, Dervy, « Mystiques et religions », 1973.
- De la chevalerie au secret du Temple, Editions du Prisme, 1975.
- Les Tracés de lumière. Symbolisme et connaissance, Paris, Dervy, « Architecture et symboles sacrés », 1976.
- Vie et perspectives de la franc-maçonnerie traditionnelle, 2e éd. revue, augmentée et illustrée, Paris, Dervy, 1978.
- Lumière d'Orient. Des chrétientés d'Asie aux mystères évangéliques, Paris, Dervy, 1979.
- Melkitsedeq ou la tradition primordiale, Paris, Albin Michel, 1983, traduit en italien.
- Sommes-nous des judéo-chrétiens ?, Paris, Trédaniel, 1986.
- Du judaïsme au christianisme, édition du Soleil natal, 1995 (ISBN 2 905270 84 5).
- Le Judaïsme crucifié, édition du Soleil natal, 1995.